# 오토히메 무츠미
오토히메 무츠미(乙姫 むつみ)는 《러브히나》의 히로인으로, 한국어 더빙판 이름은 가이아. 성우는 유키노 사츠키 / 김희선.

## 개요
나루세가와 나루의 연적. 무츠미 역시 동경대를 지망했다. 머리는 매우 좋으나, 건망증이 심해 시험날 길을 잃어버린다든지 하여 합격하지 못했다. 몸이 약해 빈혈로 가끔 쓰러지곤 한다. 히나타장의 온천거북이도 무츠미라는 여자가 케이타로에게 주었고, 케이타로가 5살 때 나루, 무츠미, 케이타로 3인방끼리 어울려다녔다.